# Capriolo
Capriolo – miejscowość i gmina we Włoszech, w regionie Lombardia, w prowincji Brescia.
Według danych na rok 2004 gminę zamieszkiwało 8336 osób, 833,6 os./km².